# 창녕박물관 소장 남평문씨 고문서
창녕박물관 소장 남평문씨 고문서(昌寧博物館 所藏 南平文氏 古文書)는 경상남도 창녕군에 있는 조선시대의 고문서이다. 2009년 12월 3일 경상남도의 문화재자료 제489호로 지정되었다.

## 지정 사유
남평문씨 삼우당(三憂堂) 문익점(文益漸)의 후손 문일태(文日泰)의 효행을 현창하는 문제와 관련된 고문서로 상서(上書) 12건, 소지(所志) 5건, 입안(立案) 1건, 관문(關文) 1건, 하첩(下帖) 1건, 교지 2건으로 구성되어 있으며, 정려는 거주지가 아닌 고향마을에 세워진 특이점이 있다.

## 같이 보기
- 문익점
- 남평 문씨

## 참고 자료
- 창녕박물관 소장 남평문씨 고문서 - 국가유산청 국가유산포털